# Jugoslav Vasović
Jugoslav Vasović (ur. 31 maja 1974 w Belgradzie) – serbski piłkarz wodny. Brązowy medalista olimpijski z Sydney.
Zawody w 2000 były jego jedynymi igrzyskami olimpijskimi. W barwach Federalnej Republiki Jugosławii sięgnął po brązowy medal. W turnieju wystąpił w ośmiu spotkaniach i zdobył jedną bramkę.